# 武士道ジェネレーション
『武士道ジェネレーション』（ぶしどうジェネレーション）は、誉田哲也による日本の小説作品。
剣道に青春をかける二人の少女の成長描いた作品「武士道シリーズ」の完結編。前編に『武士道シックスティーン』及び『武士道セブンティーン』、『武士道エイティーン』がある。
今まで二人が友情を確かめ合ってきた、「横浜市市民秋季剣道大会」は、本作では教え子らが活躍する舞台へと移り変わっている。
文庫版には、アサヒビールの「SUPER DRY SUPER NOVEL」キャンペーンで配信された、武士道ジェネレーションの後日談「美酒道コンペティション」がボーナストラックとして収録されている。またあとがきは一連の「武士道シリーズ」の販売に携わった書店員座談会である。

## あらすじ
大学を卒業後、桐谷道場に籍を置き、剣道家の道を進む磯山香織。そして靭帯の故障から、竹刀を置いた甲本早苗。大学を経て社会人となり、別々の道を歩むように思われた二人だが、早苗が桐谷道場の元・内弟子・充也と結婚したことから、二人は以前にもまして桐谷道場に深く関わってゆくこととなる。
桐谷道場の道場主　玄明が体を壊し稽古を休むようになった。就職先もない香織は師が不在の隙に、道場に深く根差して、なし崩し的に道場を実効支配し、道場の後継者を狙っていたが、玄明は「桐谷道場は私の代で終わり」と決して首を縦に振らない……
実は代々剣術家の家系である桐谷道場には、剣道とは別に「シカケとオサメ」という、併せて100種類の秘伝とも言うべき、格闘術が伝えられていた。それを会得した者でないと、道場を継ぐ資格が無いとされていたのだ……
香織は「シカケとオサメ」の存在を知って以降、既にその技を体得している兄弟子の充也に特訓を願うが、夜な夜な行われる二人の稽古を、それとは知らない早苗が訝しむ……

## 登場人物
磯山 香織（いそやま かおり）
大学時代は剣道に没頭しすぎたため、教職課程に進んだにもかかわらず、教員免許取得は早々と諦める。単位ギリギリで卒業。
沢谷 早苗（さわたに さなえ）
旧姓は甲本(こうもと)。進んだ大学では思うような学びを得られず大きな挫折感を味わう。しかし卒業後は母校の東松学園の職員として就職し、充也という最愛の人とも結ばれる。
田原 美緒（たはら みお）
高校時代は香織の後輩、大学時代はレナの後輩という、濃い剣道生活を送る。
黒岩 伶那（くろいわ れな）
親しい早苗からは「レナ」と呼ばれる。大学時代に全日本女子剣道選手権大会で優勝。その後は自動車会社に勤務し、剣道と仕事の両立を目指す。
沢谷 充也（さわたに みつや）
早苗の夫。桐谷家の遠戚。警視庁に勤務。元住み込みの内弟子。全日本剣道選手権大会3位の実力者。早苗との出会いは『武士道セブンティーン』の時、その時の印象は「原田悟似のイケメン」である。
ジェフ・スティーヴンス
財団系のシンクタンクで働くアメリカ人。充也の紹介で桐谷道場剣道を学んでいる。元・海兵隊員の猛者で異名は「悪魔の犬」。
桜井 朋美（さくらい ともみ）
警視庁に勤務する実力者。国体での優勝は３回を数える。香織やレナが大学に進学して以降は、若手の前に立ちはだかる壁となる。
桐谷 玄明（きりたに よしあき）
桐谷道場・道場主。剣道の達人。体を壊し、稽古を休みがちになる。
西荻 緑子（にしおぎ みどりこ）
早苗の姉。高校卒業後は大学に進学せずモデルの仕事に専念する。元恋人の岡とは復縁した。
蒲生 辰二郎（がもう たつじろう）
蒲生武具店・店主。通称「たつじい」。若い人が集まる桐谷道場に嫉妬している。
吉野 正治（よしの まさはる）
福岡南高校・剣道部三班の顧問。無精ひげをだらしなく生やしたり、酒臭かったり、問題のある人物。ただし指導力は確かで、剣の達人。玄明とは因縁がある。
小柴（こしば）
東松学園高等部・教員。女子剣道部の顧問。教え子の早苗、香織を常に気にかけている。
飯田 仁志（いいだ ひとし）
桐谷道場門下生。東松学園中等部に通う。
大野 悠太（おおの ゆうた）
桐谷道場門下生。早苗に懐いている。香織の卒業した中学校の後輩にあたる。
北野 彩芽（きたの あやめ）
桐谷道場門下生。

## 書籍情報
- 単行本：2015年7月30日発売[3]、文藝春秋、ISBN 978-4-16-390300-2
- 文庫本：2018年9月4日発売[2]、文春文庫、ISBN 978-4-16-791132-4